# Malaia rufofemorata
Malaia rufofemorata är en skalbaggsart som beskrevs av Miyake 1996. Malaia rufofemorata ingår i släktet Malaia och familjen Rutelidae. Inga underarter finns listade i Catalogue of Life.